# To. Day
To. Day es el segundo EP del grupo femenino de Corea del Sur fromis_9. Fue lanzado el 5 de junio de 2018 por Stone Music Entertainment. El álbum contiene seis pistas, incluido el sencillo principal titulado «DKDK (두근두근)».

## Antecedentes y lanzamiento
El 21 de mayo de 2018, el grupo fromis_9 lanzó a través de sus redes sociales oficiales un vídeo como adelanto de su segundo miniálbum titulado To. Day, con fecha de lanzamiento el 5 de junio. Además, confirmó que el grupo realizaría tosas sus actividades solo con ocho miembros, ya que Jang Gyu-ri detuvo su participación en el grupo para participar en el programa de supervivencia musical Produce 48 de Mnet.
El 24 y 25 de mayo, se reveló una serie de fotos promocionales grupales e individuales, mientras que el 26 de mayo de 2018 se confirmó que el nuevo EP contendría seis canciones, incluyendo la canción principal, «DKDK», e informando además que las miembros Song Ha-young, Park Ji-won y Lee Seo-yeon participaron en la escritura de este sencillo principal.
El 5 de junio de 2018 fue lanzado el álbum junto con el vídeo musical de su canción principal.

## Lista de canciones
| CD    |                                    | |                                    |                                                         |          |  |
| N.º   | Título                             | Letras | Música                             | Arreglos                                                | Duración |  |
| 1.    | «Close To You (다가가고 싶어)»     | Lee Sae-rom, Song Ha-young, Park Ji-won, Roh Ji-sun, Lee Seo-yeon, Lee Chae-young, Lee Na-gyung, Baek Ji-heon | TAK                                | TAK                                                     | 2:05     |  |
| 2.    | «Think of You (너를 따라, 너에게)» | TAK, ARRAN, 1Take                                                                                             | TAK, ARRAN, 1Take                  | TAK                                                     | 3:33     |  |
| 3.    | «DKDK (두근두근)»                  | Baekgom, Bbaekkom (Baekho), Song Ha-young, Park Ji-won, Lee Seo-yeon                                          | Baekgom, Park Ki-tae (PRISMFILTER) | Baekgom, Anchor (PRISMFILTER), Park Ki-tae(PRISMFILTER) | 3:03     |  |
| 4.    | «22Century Girl (22세기 소녀)»     | Darly | Wonderkid, Breadbeat, Shinkung     | Wonderkid, Breadbeat, Shinkung                          | 3:35     |  |
| 5.    | «Clover»                           | Iggy, Youngbae                                                                                                | Iggy, Youngbae                     | Iggy, Youngbae                                          | 3:21     |  |
| 6.    | «First Love»                       | Iggy, Youngbae                                                                                                | Iggy, Youngbae                     | Iggy, Youngbae                                          | 2:59     |  |
| 18:36 |                                    | |                                    |                                                         |          |  |

## Posicionamiento en listas
| Lista (2018)                     | Mejor posición |
| -------------------------------- | -------------- |
| Corea del Sur (Gaon Album Chart) | 4              |

## Historial de lanzamiento
| País          | Fecha              | Formato                         | Sello                     |
| ------------- | ------------------ | ------------------------------- | ------------------------- |
| Corea del Sur | 5 de junio de 2018 | CD, descarga digital, streaming | Stone Music Entertainment |